# Mönchesrieth bei Grebendorf
Das Mönchesrieth bei Grebendorf ist eine stillgelegte Kiesabbaufläche im Eschweger Becken mit einem künstlich entstandenen See. Um den nach beendeter Auskiesung zum Lebensraum einer Vielzahl von Vögeln gewordenen Bereich zu sichern, wurde die zurückgebliebene Wasserfläche mit ihren Ufern als Naturschutzgebiet ausgewiesen.

## Lage
Das Mönchesrieth liegt in den Gemarkungen der Meinharder Ortsteile Grebendorf und Schwebda im nordhessischen Werra-Meißner-Kreis. Im Süden wird es von einem Rad- und Wirtschaftsweg entlang der Bundesstraße 249 begrenzt. Östlich und nördlich reichen Ackerflächen bis an das Schutzgebiet. Unmittelbar daneben liegt an der westlichen Grenze eine Abbaufläche, in der noch gearbeitet wird. Das Gebiet gehört zum Geo-Naturpark Frau-Holle-Land und wird in der naturräumlichen Gliederung Deutschlands der „Schwebda-Jestädter Werraaue“ (358.20) im „Eschweger Becken“ (358.2) zugeordnet. Nach Norden geht der Bereich in das „Südliche Gobertvorland“ der „Rosoppe-Frieda-Bucht“ (358.5) über. Sie alle sind Unter- und Teileinheiten des „Unteren Werraberglands“ (358) in der Haupteinheitengruppe des „Osthessischen Berglands“.

## Unterschutzstellung

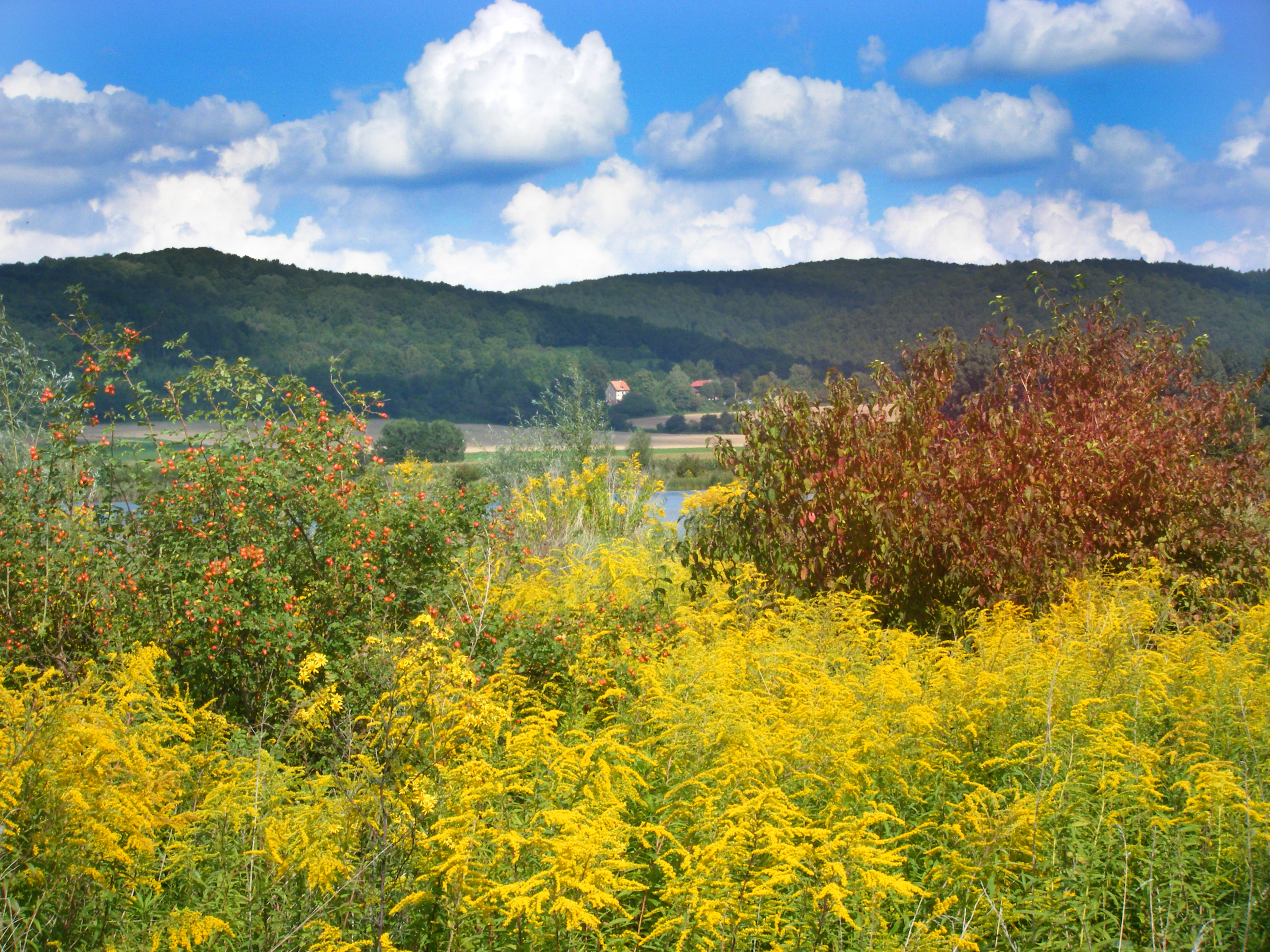
Der Gehölzstreifen im südlichen Bereich

Die hohe Bedeutung aufgelassener Kiesgruben für den Vogelschutz und für die an nährstoffarme Standortverhältnisse angepassten Pflanzen- und Tierarten, war in den 1990er Jahren einer der Gründe den Bereich für ein späteres Schutzgebiet zu sichern. Weitere Gründe waren die Lage in der Werraaue und die Schaffung eines Systems mit weiteren, dem Naturschutz vorbehaltenen Kiesseen, als Refugien für bedrohte Arten. In diesem Bereich der Aue befinden sich beiderseits der Werra noch mehrere künstlich entstandene Gewässer, von denen nach intensivem Ausbau von Freizeiteinrichtungen, viele Wasservögel vertrieben wurden.
Einen ersten Schutzstatus erhielt die als Naturschutzgebiet vorgesehene Kiesgrube mit ihren Ablagerungsflächen im Jahr 1990, mit der „Verordnung zur einstweiligen Sicherstellung als Regenerationsgebiet“. In dieser Zeit wurden noch Kiese und Sande abgebaut. Nach der Nutzungsaufgabe sollte der in dem ausgebeuteten Bereich entstandene große See, mit entsprechenden Gestaltungsmaßnahmen, zu einem störungsfreien Brut- und Rastgebiet für die an das Wasser gebundenen Vogelarten werden. Da er nur bedingt die Form eines natürlichen Gewässers hatte, wurden später die Uferlinien stärker untergliedert und buchtige Flachwasserzonen ausgebildet. Die Vegetation in den Randbereichen blieb der Sukzession überlassen und entlang der südlichen Schutzgebietsgrenze ist im Bereich des aufgeschütteten Dammes eine Sperrpflanzung mit dornenbewehrten Arten angelegt worden.
Nach dem abgeschlossenen Kiesabbau wurde mit Verordnung vom 12. Oktober 1999 des Regierungspräsidiums in Kassel die zurückgebliebene Wasserfläche mit ihren Ufern zum Naturschutzgebiet erklärt. Das formulierte Schutzziel war, das Mönchesrieth „als Brut-, Rast-, Überwinterungs- und Nahrungsbiotop für bestandsbedrohte Vogelarten“ zu sichern, die Uferbereiche als Lebensraum für gefährdete Pflanzen- und Tierarten zu gestalten und Störungen durch geeignete Vorkehrungen minimieren.
Das Naturschutzgebiet mit einer Größe von 18,07 Hektar hat die nationale Nummer 1636037 und den WDPA-Code 318800.

## Besucherhinweis
Der Bereich ist als ungestörte Ruhezone vorgesehen und soll nicht betreten werden. Ein Feldweg verläuft entlang der östlichen und nördlichen Seite des Schutzgebiets und im Süden führt auf einem asphaltierten Radweg der Werratal-Radweg vorbei.